# Flavio Colin
Flavio Colin, de nome completo Flávio Barbosa Mavignier Colin, (Rio de Janeiro, 22 de junho de 1930 — 13 de agosto de 2002) foi um ilustrador e autor de histórias em quadrinhos brasileiro.

## Biografia

### Vida pessoal
Nascido no Rio de Janeiro, Colin foi ainda jovem com seu pai e irmão para o interior de Santa Catarina, onde teve contato mais próximo com a natureza e animais. Essa viagem ocorreu pois seu pai conseguiu um emprego em uma madeireira. O pai de Flavio faleceu aos 70 anos. Por conta desse episódio, eles ficaram quase uma década sem rever a mãe.
Aos 14 anos, estudava em um colégio interno, em Porto Alegre (RS), onde já apresentava habilidade e interesse pelas histórias em quadrinho.
Flavio teve dois filhos com sua esposa Norma. Colin faleceu no dia 13 de agosto de 2002, devido a problemas pulmonares.

### Vida profissional
Durante seu período no colégio de Frades Franciscanos, por volta de 1945-46, Flavio já desenhava histórias em quadrinhos para seus amigos de classe e cobrava em média mil réis por história.
Profissionalmente, Flávio Colin começou a desenhar histórias em quadrinhos aos 26 anos, na Rio Gráfica Editora (RGE), no Rio de Janeiro, entre o período de 1956 a 1959. Seus primeiros trabalhos foram para as histórias de terror para a revista X-9.  Nesse período, seu estilo era bastante influenciado pelo de Milton Caniff, Colaborou com as revistas Enciclopédia em Quadrinhos e O Cruzeiro, na editora Garimar, ilustrou histórias de guerra na revista Coleção de Aventuras – Força Expedicionária Brasileira, novamente para a RGE, ilustrou As aventuras do Anjo, quadrinização de uma  série de rádio que fazia muito sucesso na época, produzindo 43 edições da mesma e Cavaleiro Negro, personagem da Atlas, atual Marvel Comics.
No início dos anos 60, começou a colaborar com a editora paulista Outubro, produzindo histórias de terror e adaptação da pioneira série de televisão O Vigilante Rodoviário  e uma  adaptação do filme de faroeste Os Brutos Também Amam (1953). Ao lado de Júlio Shimamoto, Getulio Delphim, Renato Canini, João Mottini, Bendatti, Flávio Teixeira e Luiz Saidenberg, torna-se desenhista da CETPA (Cooperativa Editora e de Trabalho de Porto Alegre), onde adapta a história de Sepé Tiaraju.
A pedido de Maurício de Sousa criou a tira de jornal Vizunga, após o cancelamento da mesma, passou a trabalhar na TV Rio e logo depois, nas agências de publicidade McCann Erickson e Denison, onde produzia storyboards, na publicidade chegou até a fazer um anúncio em forma de quadrinhos com Robin Hood para o refrigerante Fanta, que chegou a circular em diversas revistas em quadrinhos.
Após 12 anos na publicidade, voltou a trabalhar com quadrinhos, publicando nas editoras Grafipar e Vecchi. Na grafipar, publicava uma outra adaptação de Sepé, com roteiros de Luiz Rettamozo na Vecchi, publicava na antologia de terror Spektro ainda no gênero terror, publica nas editoras Bloch e D-Arte, na primeira, publica em Capitão Mistério Apresenta o Lobisomem, a princípio, a revista publicava Werewolf By Night da Marvel Comics, o personagem-título mudeou de nome, Jack Russel virou Tab Russel, na D-Arte, colabora com as revistas Mestres do Terror e Calafrio.
Para a Ipiranga Produtos de Petróleo, produziu uma quadrinização de A Guerra dos Farrapos em formatinho, mais tarde republicada em formato de luxo pela L&PM. Flavio doou os direitos autorais de "A Guerra dos Farrapos" para a Secretaria de Cultura do Rio Grande do Sul, que distribuiu a revista nos colégios do Estado.
Além das publicações tradicionais, colaborou com fanzines e publicações independentes.
Chegou a publicar material em vários países como Itália, Bélgica, Uruguai (Histórias Gerais como Tierra de Historias) e Portugal pela Meribérica.

## Estilo
Os artistas que mais influenciaram Colin estão Milton Caniff (Terry e os piratas), Chester Gould (Dick Tracy), Alex Raymond (Flash Gordon), Burne Hogarth (Tarzan) e Harold Foster (Tarzan e Príncipe Valente). Ao contrário do que muitos pensavam, Colin não se inspirava na xilogravura presente em folhetos de cordel.
Não conheço as técnicas da xilogravura e também não tenho o cordel como referência. Eu apenas uso muita estilização no meu traço, que é concebido como acadêmico e depois é modificado.— Flavio Colin 

## Obras
- revista O Anjo (RGE)
- revista Vigilante Rodoviário (Continental/Outubro)
- Vizunga
- em 1994 desenhou para a Otacomix a revista Hotel do Terror. Que junto com a então nova Spektro, ambas as revistas não passaram do número 1.[19]
- Fawcett (Editora Nona Arte, depois republicada pela Devir Livraria)
- Estórias Gerais (com roteiro de Wellington Srbek)
- A guerra dos farrapos
- Fantasmagoriana
- Mapinguari e Outras Histórias
- Filho do urso e outras histórias
- Mulher-Diaba no Rastro de Lampião (Nova Sampa), em parceria com o roteirista Ataíde Braz
- O Boi das Aspas de Ouro
- O Curupira
- O Continente do Rio Grande, da obra de Barbosa Lessa (Quadrinhos L&PM)

### Revistas
- O Grande Livro do Terror (anos 1970)
- Neuros
- Prótons
- Sertão e Pampas
- Calafrio
- Mestres do Terror
- Mundo do Terror
- Inter Quadrinhos (Editora Ondas)

#### Revista Spektro
- Os Bonecos Africanos (com roteiro de Hélio do Soveral)
- O Matador de Lobisomens
- Hotel Nicanor

## Prêmios e Homenagens
| Ano  | Obra                              | Categoria                    | Prêmio                      |
| ---- | --------------------------------- | ---------------------------- | --------------------------- |
| 2003 | Filho do Urso e Outras Histórias  | Edição Especial              | 15.º Troféu HQ Mix          |
| 2003 | Fantasmagoriana                   | Graphic Novel Nacional       | 15.º Troféu HQ Mix          |
| 2002 | -                                 | Melhor Desenhista            | 18.º Prêmio Angelo Agostini |
| 2001 | -                                 | Homenagem Especial           | 14.º Troféu HQ Mix          |
| 2001 | Estórias Gerais                   | Graphic Novel Nacional       | 14.º Troféu HQ Mix          |
| 2001 | Fawcett                           | Melhor Desenhista            | 17.º Prêmio Angelo Agostini |
| 1998 | -                                 | Homenagem Especial           | 10.º Troféu HQ Mix          |
| 1995 | Hotel do Terror                   | Revista de Terror            | 7.º Troféu HQ Mix           |
| 1995 | Mulher-Diaba no Rastro de Lampião | Graphic Novel Nacional       | 7.º Troféu HQ Mix           |
| 1995 | -                                 | Desenhista Nacional          | 7.º Troféu HQ Mix           |
| 1991 | -                                 | Grande Mestre                | 3.º Troféu HQ Mix           |
| 1987 | -                                 | Mestre do Quadrinho Nacional | 3.º Prêmio Angelo Agostini  |

### Outras Homenagens
Em 2009, ganhou uma biografia escrita pelo jornalista Gonçalo Junior, em 2012, Sergio Chaves, editor da revista Café Espacial, lançou uma fonte tipográfica inspirada no traço de Flavio Colin.